# 錢 (電影)
是一部2019年上映金融犯罪題材韓國犯罪片，由《柏林》《不標準情人》的副导演朴努利執導，柳俊烈、劉智泰、趙宇鎮主演。影片講述夢想成為富翁的菜鳥證券經紀人，卻意外捲入一場陰謀之中，於2019年3月20日在韓國上映。

## 演員陣容

### 主要人物
- 柳俊烈 飾演 趙鎰賢
- 劉智泰 飾演 號碼牌
- 趙宇鎮 飾演 韓志哲

### 其他人物
- 金宰英 飾演 全宇成
- 金珉才 飾演 劉民俊
- 鄭滿植 飾演 卞萬洙次長
- 元真兒 飾演 朴時恩
- 金鍾洙 飾演 金鐘植部長
- 孫鐘鶴 飾演 本部長
- 林世美 飾演 睿智
- 陳善圭 飾演 朴昌久
- 朴明申（朝鲜语：박명신） 飾演 鎰賢的母親
- 韓周完 飾演 白鍾弼
- 李書煥 飾演 金融監督院文組長
- 權志勳 飾演 影子
- 黃炳國（朝鲜语：황병국） 飾演 東明證券審計組組長／格子襯衫
- 崔熙真 飾演 東明證券監察組女子／女監事
- 李華龍（朝鲜语：이화룡 (배우)） 飾演 東明證券監察組男子／戴眼鏡
- 金康鉉 飾演 金代理
- 許智娜 飾演 柳敏俊的妻子
- 鄭道元（朝鲜语：정도원） 飾演 韓志哲下屬職員
- 李道國（朝鲜语：이도국） 飾演 聯合調查團組
- 徐明燦 飾演 潘浩彪的祕書
- 邱本進 飾演 吳刑警
- 郭振錫（朝鲜语：곽진석） 飾演 東明證券一組郭代理
- 洪仁（朝鲜语：홍인 (배우)） 飾演 東明證券一組洪代理
- 金允英 飾演 東明證券一組證券經紀人／秀珍
- 董賢培 飾演 東明證券一組新職員
- 鄭秀勇 飾演 東明證券二組代理
- 魯常泫 飾演 海外營業組掮客
- 吳熙俊（朝鲜语：오희준） 飾演 東明證券失業男子
- 鄭基燮（朝鲜语：정기섭） 飾演 公寓警衛員
- 卞鎮秀（朝鲜语：변진수 (배우)） 飾演 全宇成的前輩
- 車來亨 飾演 巴哈馬的年輕男子
- 金讚伊（朝鲜语：김찬이） 飾演 棒球經紀人
- 李茂生 飾演 殯儀館經理
- 李佳京（朝鲜语：이가경） 飾演 朴昌久的女秘書
- 朴成賢（朝鲜语：박성현 (배우)） 飾演 東明證券職員
- 李泰劍（朝鲜语：이태검） 飾演 套期交易證券公司職員
- 金德重（朝鲜语：강덕중） 飾演 套期交易證券公司職員

### 友情出演
- 南文哲（朝鲜语：남문철） 飾演 鎰賢的父親
- 劉在明 飾演 套利保值交易訂單人
- 黃晸玟 飾演 第一次交易失誤訂購者（電話聲音出演）
- 吳代煥 飾演 洪部長

### 特別出演
- 丹尼爾·海尼 飾演 Roy Lee

## 製作
電影於2017年5月12日開拍，並於2017年8月29日殺青。

## 奖项荣誉
| 年份   | 颁奖礼               | 奖项         | 入围者 | 结果 |
| ------ | -------------------- | ------------ | ------ | ---- |
| 2019年 | 第18屆紐約亞洲電影節 | 新星獎       | 柳俊烈 | 獲獎 |
| 2021年 | 第40届黄金摄影奖     | 最佳新人导演 | 朴努利 | 獲獎 |